# Susan Holloway
Pour les articles homonymes, voir Holloway.
Susan Holloway, née le 19 mai 1955 à Halifax, est une fondeuse et une kayakiste canadienne. 

## Carrière

### Ski de fond
Susan Holloway participe aux Jeux olympiques de 1976 à Innsbruck et termine septième en relais 4x5 km et 32e au 10 km.

### Canoë-kayak
Susan Holloway participe aux Jeux olympiques de 1976 à Montréal, terminant huitième en K-2 500 mètres. Aux Jeux olympiques de 1984 à Los Angeles, elle remporte la médaille d'argent en K-2 500m et la médaille de bronze en K-4 500 m.

## Vie privée
Elle est la femme du sauteur en hauteur, médaillé d'argent lors des Jeux olympiques d'été de 1976, Greg Joy.